# Климкович Ксенофонт Григорович

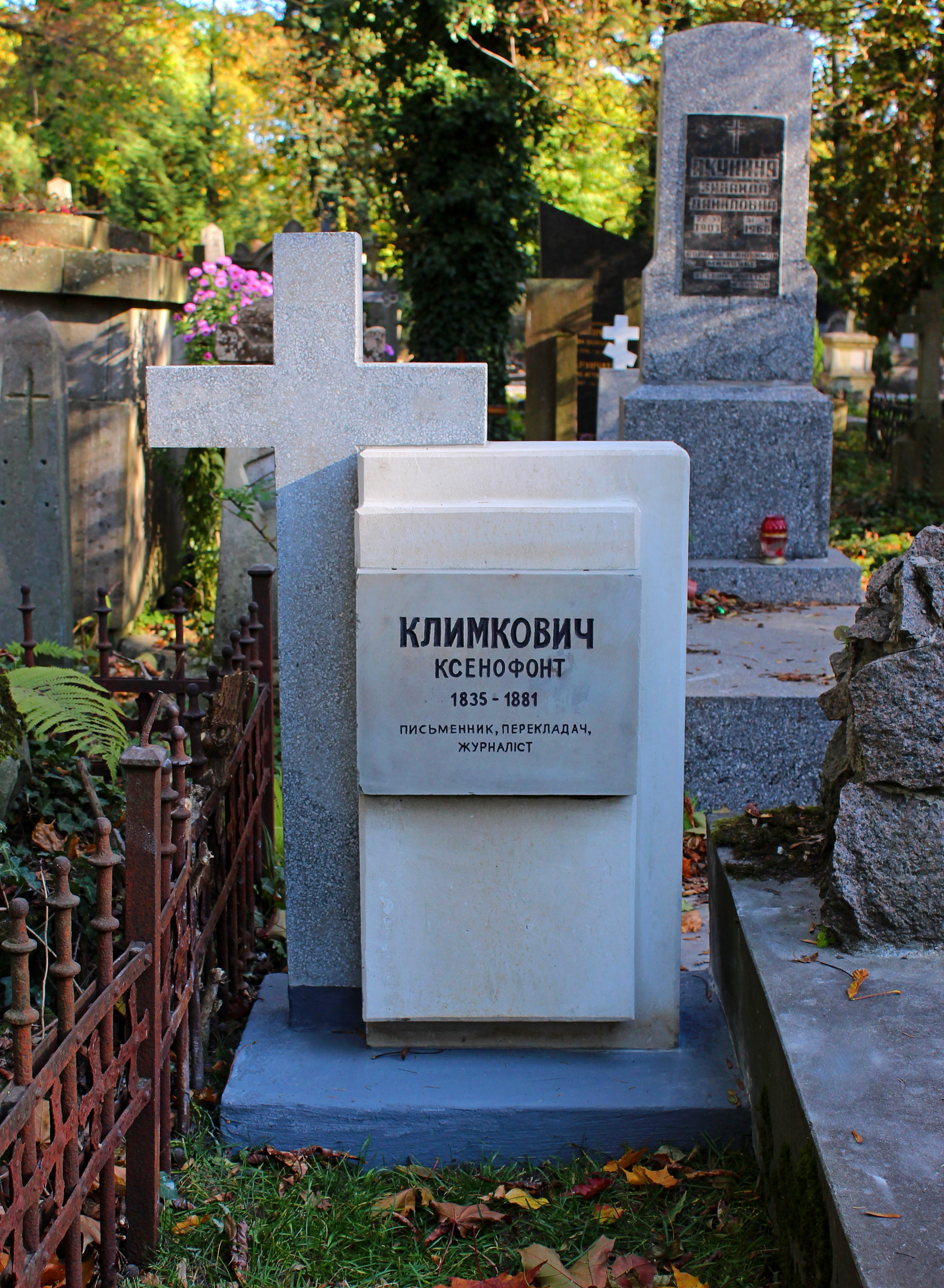

Ксенофо́нт Григо́рович Климко́вич (псевд. і крипт. Іван Хмара, 17 січня 1835, Хотимир — 19 жовтня 1881, Львів) — український письменник, поет, перекладач, журналіст і співробітник галицьких видань 1860-х років.

## Життя та творчість
Народився в Хотимирі (з часом - Городенківського повіту, потім Тлумацького району Івано-Франківської області), в сім'ї священника УГКЦ, який походив з підданих шляхтичів Ратиборських.
До 1852 року навчався в Станиславівській гімназії. Після цього перебував на урядовій службі, був дрібним чиновником у Станиславові (нині Івано-Франківськ).
З 1862 року жив у Львові. У 1863—1865 видавав журнал «Мета», книжкову серію «Руська читальня», співпрацював у журналі «Вечерниці» та інших західноукраїнських періодичних виданнях. 1862 року став помічником редактора газети «Слово».
Його переклади з російської, польської, французької та чеської мов надруковано в семи книжках «Руської читальні», виданої у 1864—1865 роках.
1865 року видання «Мета» збанкрутувало. Климкович виїхав до Відня та у 1867 став заступником редактора і співредактором москвофільського журналу «Славянская заря».
1868 року він повертається до Львова та пориває з москвофілами. Протягом 1870—1872 років був редактором в часописі «Основа».
Багато зробив для популяризації Тараса Шевченка в Галичині, публікував його твори, був ініціатором відзначення ювілеїв поета, 1864 року вперше видав поему «Сон». Збирав рукописні матеріали для випуску двотомника «Поезії Тараса Шевченка» (Львів,1867).
У літературі дебютував як поет під впливом письменників «Руської трійці».
Перші публікації-вірші «Сон», «Молодцеві», «До вітчизни» — з'явилися 1855 року в газеті «Зоря галицька». У віршах звертався до історико-патріотичної тематики, фольклористичних мотивів. («Святославова долина», «Пропалий престол», обидва-1862; «На вічну пам'ять Тарасові», 1863), обстоював єдність Галичини з Наддніпрянською Україною («Великі роковини», 1863), закликав збирати народну творчість.
Друкувався в «Зорі галицькій» (1855), «Вечорницях», «Зорі», «Основі», «Русалці», інших виданнях.
Був ініціатором відзначення ювілеїв Тараса Шевченка.
Зібрані твори Климковича вперше вийшли в книзі «Твори Леоніда Глібова, Ксенофонта Климковича, Маркіяна Шашкевича», Львів, 1911.
Помер 19 жовтня 1881 року у Львові. Похований на Личаківському цвинтарі, поле № 55.Нещодавно дирекцією ЛКП Музей «Личаківський цвинтар» встановлено надгробок на місці похованні Ксенофонта Климковича.
[перевірити]

## Криптоніми
Кс. Кл.

## Переклади
Переклав з російської мови роман «Чайковський» (1864) та повісті «Можебилиця» і «Так іноді люди женяться» Є. Гребінки (обидві 1863), комедію «Шельменко-денщик» Г. Квітки-Основ'яненка, цикл повістей «Вечори на хуторі біля Диканьки» М. Гоголя (1865), повість «Вогняний змій» Панька Куліша; з польської — драму «Верховинці» Ю. Коженьовського; з англійської — кілька поезій з циклу «Єврейські мелодії» Дж. Байрона; з французької — п'єсу «Грушенків зять» (1866 ішла в Руському народному театрі у Львові), деякі твори Гомера, Й. В. Гете. Німецькою мовою переклав ряд поезій Т. Шевченка (поеми «Гайдамаки» і «Гамалія», вірші «Мені тринадцятий минало», «І виріс я на чужині», «Якби ви знали, паничі» та ін.,усі-1880-81), оповідання «Два сини» Марка Вовчка (1873).
1879 року задумав здійснити видання Шевченка німецькою мовою.